# Paragia propodealis
Paragia propodealis är en stekelart som beskrevs av Richards 1968. Paragia propodealis ingår i släktet Paragia och familjen Masaridae. Inga underarter finns listade i Catalogue of Life.